# 群馬県道・栃木県道57号館林藤岡線

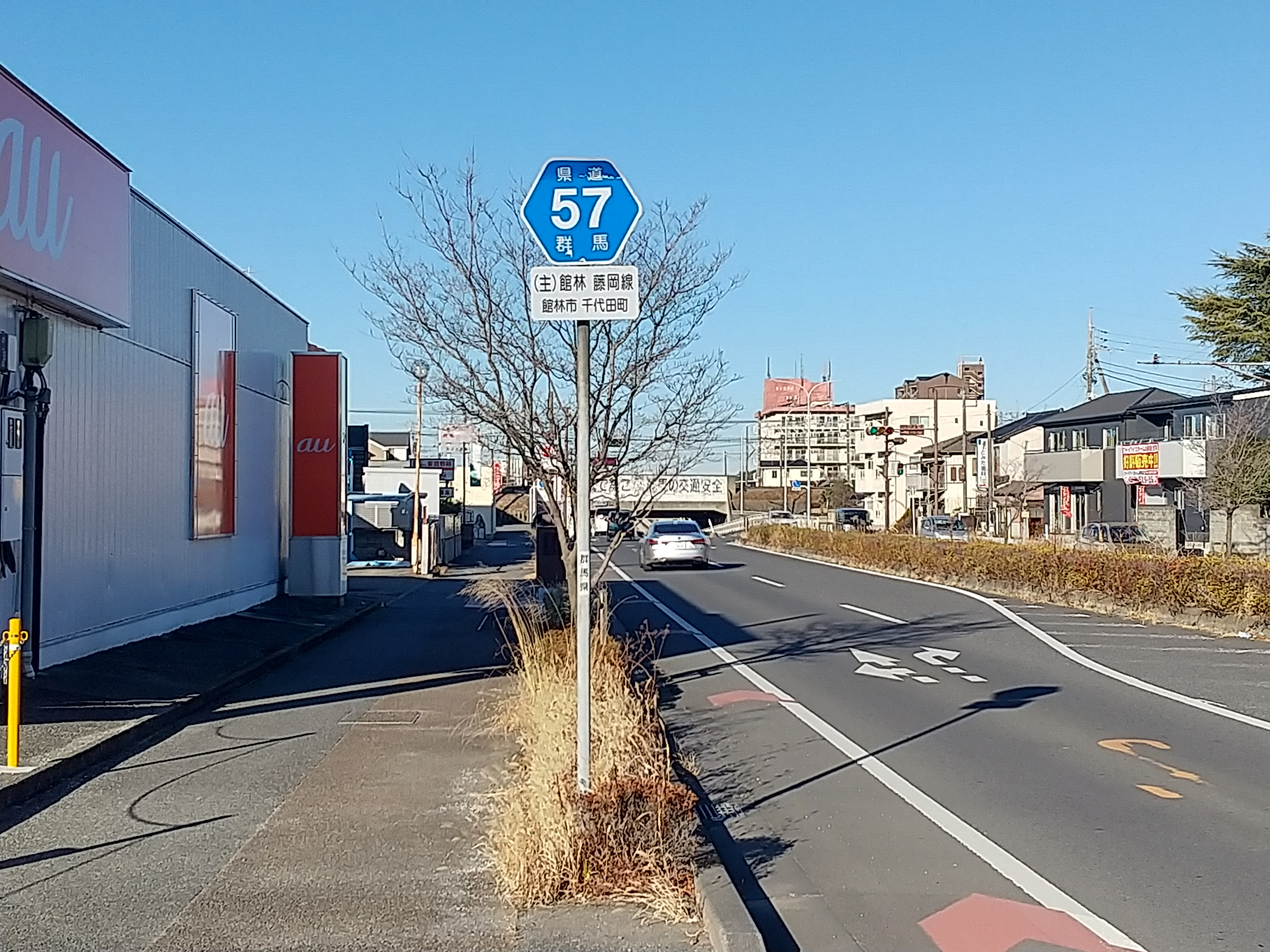
群馬県館林市千代田町付近

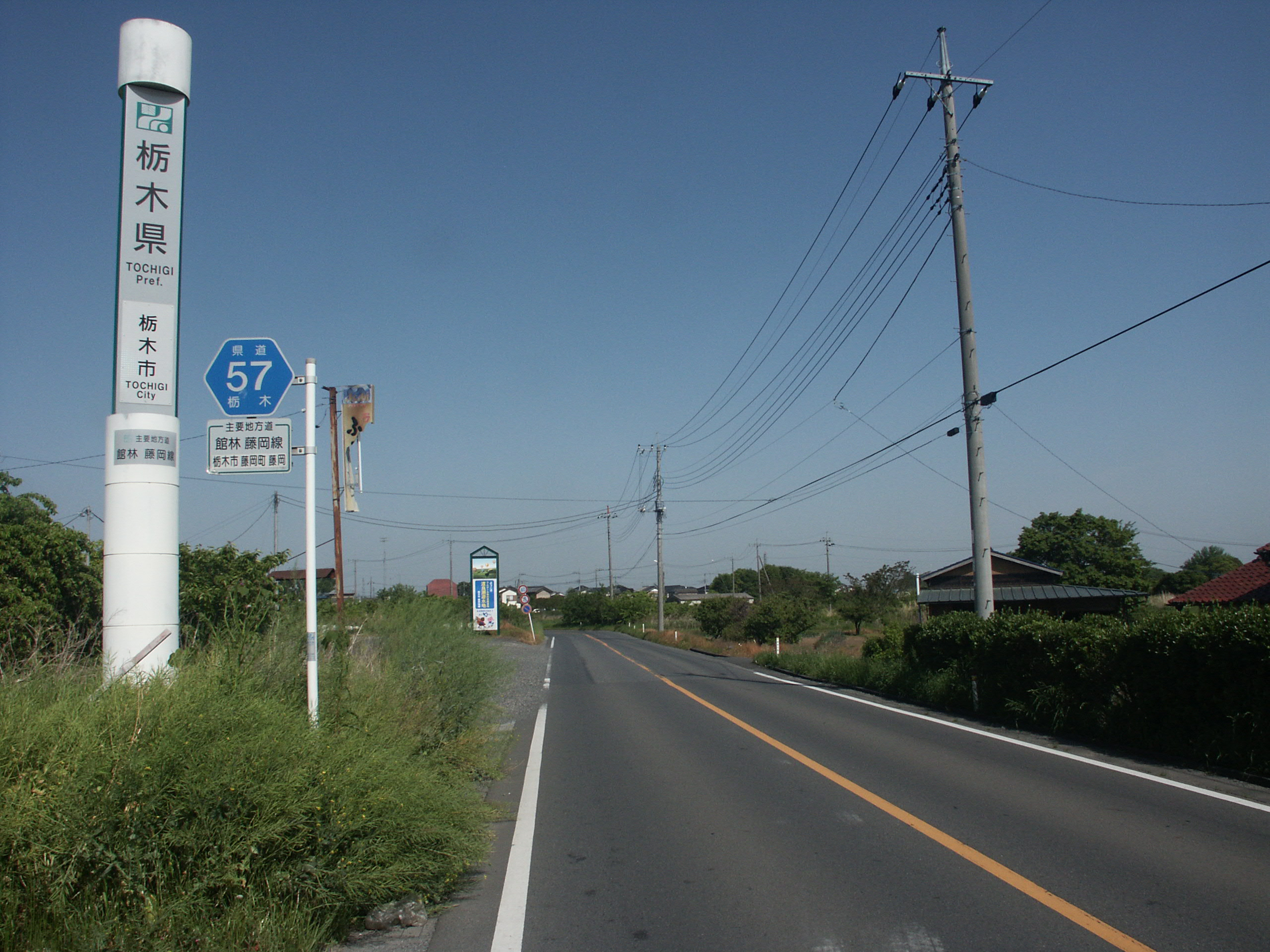
栃木市藤岡町藤岡付近

群馬県道・栃木県道57号館林藤岡線（ぐんまけんどう・とちぎけんどう57ごう たてばやしふじおかせん）は、群馬県館林市と栃木県栃木市を結ぶ県道（主要地方道）である。

## 概要
群馬県南東部に位置する館林市から渡良瀬川の南側をほぼ真東に進み、栃木県南端の栃木市藤岡地区に至る道路。群馬県道であるが線名の「藤岡」は藤岡市のことではない。

### 路線データ
- 総延長：不明（群馬県区間：不明、栃木県区間：1.278 km[1]）
- 実延長：不明（群馬県区間：不明、栃木県区間：1.278 km[1]）
- 起点：群馬県館林市赤土町（赤土町交差点 = 国道122号・国道354号交点）
- 終点：栃木県栃木市藤岡町藤岡（館林街道十字路交差点 = 栃木県道9号佐野古河線交点）
- 重要な経過地：邑楽郡板倉町[注釈 1]
- 認定：1961年（昭和36年）4月1日[誰によって?]

## 歴史
- 1983年（昭和58年）1月17日：群馬県より県道路線認定に関する告示（昭和34年群馬県告示第324号）の一部が改正され、群馬県道区間が整理番号132から整理番号57となる[2]。
- 1993年（平成5年）5月11日：建設省から、県道館林藤岡線が館林藤岡線として主要地方道に指定される[3]。

## 路線状況

### 別名
- 館林街道

## 地理

### 通過する自治体
- 群馬県
  - 館林市
  - 邑楽郡板倉町
- 栃木県
  - 栃木市

### 交差する道路
- 国道122号（国道354号 重複）（起点）
- 群馬県道2号前橋館林線（館林市・新宿一丁目交差点）
- 群馬県道2号前橋館林線・群馬県道370号館林停車場線（館林市・館林駅入口交差点）
- 群馬県道7号佐野行田線（館林市・市役所交差点）
- 群馬県道7号佐野行田線（館林市・大手町交差点）
- 群馬県道373号海老瀬館林線（館林市・細内町交差点）
- 群馬県道362号山王赤生田線（館林市・大島山王交差点）
- 群馬県道363号斗合田岩田岡里線（館林市大島町）
- 群馬県道364号除川板倉線（邑楽郡板倉町・除川交差点）
- 栃木県道9号佐野古河線（終点）

### 重複区間
- 群馬県道2号前橋館林線（館林市・新宿一丁目交差点 - 館林市・館林駅入口交差点）
- 群馬県道7号佐野行田線（館林市・市役所交差点 - 大手町交差点）